# Rörtjärnen (Jörns socken, Västerbotten)
Rörtjärnen är en sjö i Skellefteå kommun i Västerbotten och ingår i Kågeälvens huvudavrinningsområde.